# Parafia Najświętszego Serca Jezusowego w Bronowie
Parafia pw. Najświętszego Serca Jezusowego w Bronowie – parafia rzymskokatolicka należąca do dekanatu Piątnica, diecezji łomżyńskiej, metropolii białostockiej. Erygowana została w 1919 roku. Jest prowadzona przez księży diecezjalnych.

## Zasięg parafii
Do parafii należą wierni z następujących miejscowości: Bronowo, Janczewo i Kossaki.